# FC Cascavel
Der Futebol Clube Cascavel, in der Regel nur kurz FC Cascavel genannt, ist ein Fußballverein aus  Cascavel im brasilianischen Bundesstaat Paraná.
Aktuell spielt der Verein in der vierten brasilianischen Liga, der Série D.

## Erfolge
- Staatsmeisterschaft von Paraná: 2023 (2. Platz)

## Stadion
Der Verein trägt seine Heimspiele im Estádio Olímpico Regional Jacy Miguel Scanagatta, bis 2023 Estádio Olímpico Regional Arnaldo Busatto genannt, in Cascavel aus. Das Stadion hat ein Fassungsvermögen von 28.125 Personen. Eigentümer der Sportstätte ist die Stadt Cascavel.

## Trainerchronik
Stand: Mai 2025
| Trainer          | Nation                | von               | bis               |
| ---------------- | --------------------- | ----------------- | ----------------- |
| Tcheco           | Brasilien             | 22. Dezember 2020 | 31. Dezember 2022 |
| Ademir Fesan     | Brasilien             | 1. Januar 2023    | 6. Februar 2023   |
| Luiz Carlos Cruz | Brasilien             | 7. Februar 2023   | 29. Mai 2023      |
| Leston Júnior    | Brasilien             | 2. Juni 2023      | 22. Januar 2024   |
| César Bueno      | Brasilien             | 23. Januar 2024   | 29. Januar 2024   |
| Matheus Costa    | Brasilien             | 31. Januar 2024   | 22. Mai 2024      |
| Gilson Kleina    | Brasilien Deutschland | 24. Mai 2024      | 26. Juli 2024     |
| Silvinho         | Brasilien             | 23. Oktober 2024  | 17. Februar 2025  |
| Tcheco           | Brasilien             | 24. Februar 2025  |                   |